# Mambí AMR
El Mambí-1 AMR es un fusil antimaterial semiautomático diseñado y fabricado en Cuba. Recibe su nombre de los Mambises, rebeldes que combatiron contra el Reino de España durante la Guerras de Independencia (1868–1898).

## Historia
Poco se conoce sobre esta arma, pues ha recibido poca atención en los medios de comunicación. Existen algunas imágenes de esta arma siendo utilizada por soldados cubanos durante la guerra civil de Angola en la década de 1980.
Poco después de estar listo el fusil antimaterial, se desarrolló la variante de francotirador Mambí-2 SR. Dispara el cartucho 12,7 x 108.

## Diseño
El Mambí fue diseñado para usarse contra una variedad de vehículos terrestres de poco blindaje, pequeños botes, e incluso helicópteros. Utiliza el poderoso cartucho soviético 14,5 x 114. El Mambí parece ser un bullpup, pues su peine de 5 cartuchos es insertado en el depósito que se encuentra detrás del gatillo. Lleva integrado un freno de boca para reducir el retroceso de su disparo. El fusil pesa aproximadamente 14 kg y su diseño se parece al Barrett M82A2.
El arma está diseñada para dispararse en posición prono, a causa de su gran retroceso.

## Conflictos
El Mambi AMR ha participado en los siguientes conflictos:
- Guerra de la frontera de Sudáfrica[1]
- Guerra civil de Angola[1]